# Ministerio de Defensa de Ucrania
El Ministerio de Defensa de Ucrania (en ucraniano: Міністерство оборони України; МОУ, romanizado: Ministerstvo oborony Ukrainy; MOU) es el ministerio del gobierno ucraniano que supervisa la defensa nacional y las Fuerzas Armadas de Ucrania. El presidente de Ucrania es comandante supremo en jefe de las Fuerzas Armadas.
Fue establecido el 24 de septiembre de 1991, un mes después de la resolución de la declaración de independencia de Ucrania. El ministerio estaba a cargo de toda la reorganización de las fuerzas militares soviéticas en el territorio de la jurisdicción ucraniana.
El ministerio gastó importantes fondos en la eliminación de las antiguas potencias nucleares, bases militares y equipos de mano de obra para cumplir con los requisitos del Tratado en Fuerzas Armadas Convencionales en Europa.

## Misión
Una vez ratificado por la Rada Suprema, los principales objetivos del ministerio son evitar la hostilidad, estructurar el ejército y repeler todo tipo de agresión tanto en el país como a nivel internacional. Las políticas de seguridad ucranianas se basan en la no intervención, el respeto a las fronteras nacionales y la soberanía de otros estados, rechazando cualquier uso de la fuerza como instrumento de influencia. Debido a la sensibilidad política, doctrina militar, similar a la política de seguridad de Ucrania, no señala una amenaza específica; más bien se refiere a un "Estado, cuya política consistente presenta una amenaza militar, o lleva a la interferencia en los asuntos internos de Ucrania, o invadir la integridad territorial de Ucrania y los intereses nacionales".
Por lo tanto, el Ministerio de Defensa es responsable de:
- Apoyo a las actividades cotidianas de las Fuerzas Armadas
- Preparación para la misión y la movilización
- Valor combatiente
- Entrenamiento para cumplir misiones asignadas y compromiso
- Manejo y entrenamiento apropiado
- Armas y suministros de equipamiento militar
- Material, financiación y otros recursos de acuerdo con los requisitos
- Control sobre el uso eficaz de estos recursos
- Desarrollar la interoperabilidad con el poder ejecutivo, agencias civiles y civiles
- Cooperación militar y técnica militar internacional
- Control del cumplimiento de las actividades de las Fuerzas Armadas con la Ley
- Desarrollar condiciones para el control civil sobre las Fuerzas Armadas.[5]

## Historia

### Principios delsigloXX
La primera oficina ejecutiva militar fue creada el 28 de junio de 1917 como parte de la Secretaría General de Ucrania y fue dirigida por Symon Petliura. Fue creado en base al Comité Militar General ucraniano bajo auspicios del Consejo Central de Ucrania. El Gobierno Provisional ruso se negó a reconocerlo, pero después de la Revolución de Octubre la Secretaría de Asuntos Militares se restableció el 12 de noviembre de 1917. A fines de diciembre de 1917, Symon Petliura renunció en protesta por el Tratado de Brest-Litovsk. Al mismo tiempo, los bolcheviques establecieron su propio poder ejecutivo como parte de la Secretaría del Pueblo encabezada por Vasyl Shakhrai. El 6 de enero de 1918, Volodymyr Vynnychenko nombró a Mykola Porsh para el puesto vacante. El 25 de enero de 1918 las secretarías generales se reorganizaron en ministerios populares cuando Ucrania proclamó su independencia. El Ministerio de Asuntos Militares [del pueblo] también existió durante el régimen del Hetman de Ucrania Pavlo Skoropadsky y hasta el exilio del Gobierno Nacional de Ucrania a fines de 1920.
El 24 de enero de 1919 se estableció el Comisariado Popular de Asuntos Militares de la República Socialista Soviética de Ucrania. En el verano de 1919 se disolvió debido a la unión militar que se firmó entre los gobiernos de la República Socialista Soviética de Ucrania y la RSS de Rusia en abril de 1919.
En 1944 también existía el Comisariado del Pueblo de Defensa de la República Socialista Soviética de Ucrania.

### Después de la Unión Soviética
En 1991, Ucrania heredó una de las fuerzas militares más grandes no solo en el área postsocialista, sino en toda Europa (excepto Rusia). Esto incluyó a 780,000 militares previamente soviéticos, un ejército de cohetes, cuatro ejércitos de la Fuerza Aérea, un ejército de defensa aérea separado, y la Flota del Mar Negro. En total, cuando se establecieron, las Fuerzas Armadas de Ucrania incluyeron más de 350 buques, 1500 aeronaves de combate, y 1272 ojivas nucleares estratégicas misiles balísticos intercontinentales. Esta fuerza estuvo diseñada para enfrentar a la OTAN en una guerra a gran escala, utilizando armas convencionales y nucleares.
Por lo tanto, el 24 de septiembre de 1991,el Verkhovna Rada adoptó la resolución sobre el proceso de someter bajo su jurisdicción a todas las unidades militares de las antiguas Fuerzas Armadas soviéticas, situadas en el territorio de Ucrania; y sobre el establecimiento de uno de los Ministerios más importantes, el Ministerio de Defensa. Por lo tanto, el país se convirtió en el primero entre las antiguas repúblicas soviéticas para establecer un ministerio de defensa. El ministerio y el gobierno ucraniano posteriormente, comenzaron a establecer las diferentes ramas militares.

La institución del Ministerio de Defensa Nacional de Ucrania, sin embargo, tiene una historia mucho más temprana cuando fue establecida por primera vez por Symon Petlyura en 1917 como una Secretaría General de Asuntos Militares para el Gobierno Provisional ruso. Durante la agresión de la Rusia soviética, el ministerio nacional fue eliminado, mientras que su homólogo soviético fue finalmente liquidado a mediados de la década de 1920.

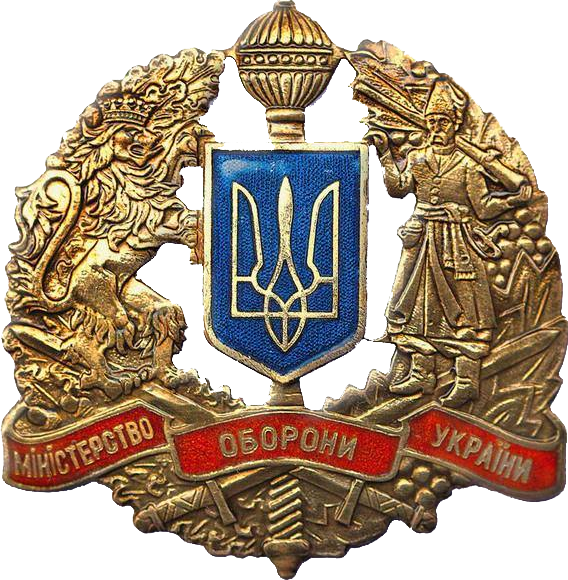
Insignia del Ministerio de Defensa

La preferencia política de la autoridad de Ucrania sobre la condición de Estado no nuclear y no de coalición se convirtió en la base del proceso de organización de las Fuerzas Armadas. Pero igualmente importantes para la fundación fueron las limitaciones relacionadas con la aprobación del Acuerdo "Fuerzas Armadas convencionales en Europa" y la implementación del Tratado de Taskent de 1992, que establece no solo niveles máximos de armas para cada estado de la antigua URSS. Por lo tanto, entre 1992 y 1997, el número de militares en Ucrania se redujo casi a la mitad. En un corto espacio de tiempo, el Verkhovna Rada de Ucrania aprobó algunos actos legislativos relativos a la esfera militar: la concepción de Defensa y organización de las Fuerzas Armadas de Ucrania, la resolución "Sobre el Consejo de Seguridad de Ucrania", Leyes de Ucrania ""Sobre Defensa de Ucrania", "Sobre las Fuerzas Armadas de Ucrania ", y la Doctrina Militar de Ucrania. Principalmente relacionado con el control estructural de las Fuerzas Armadas.
Además, Ucrania comenzó su programa de desarme de armas nucleares a principios de los años 90. Para el 1 de junio de 1996, no había armas nucleares en Ucrania.

Durante los primeros años de la independencia, el Ministerio de Defensa nacional construyó los elementos básicos para un sistema de defensa funcional, a pesar de las diferentes dificultades de ese momento (que incluyen: hiperinflación, transición de un sistema económico socialista a un sistema económico capitalista y la pérdida del 60% del PIB del país). El Ministerio de Defensa, el Estado Mayor, las ramas de las Fuerzas Armadas, el sistema ejecutivo y un sistema de entrenamiento de las Fuerzas Armadas se establecieron en este corto espacio de tiempo. Después de un tiempo, se hizo evidente que el proceso de mejora de las Fuerzas Armadas acababa de comenzar. Y el problema era que no solo no había un sistema especial y un plan eficiente para resolver los problemas de desarrollo militar de esa época, sino también que era la falta de personal capacitado para su desarrollo y realización.

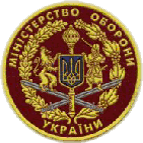
Símbolo de servicio del Ministerio de Defensa

Una reorganización en la administración del departamento militar tuvo un efecto bastante negativo en el proceso de desarrollo militar. Desde 1991 hasta 1996, tres Ministros de Defensa y cuatro Jefes de Plana Mayor fueron cambiados. Alrededor del 70% del personal administrativo fue cambiado en las primeras etapas de la formación de las Fuerzas Armadas de Ucrania. Todos los comandantes del distrito militar, los comandantes del ejército, el cuerpo y los comandantes de división fueron cambiados varias veces. Este problema se complicó por la inestabilidad de los países, relacionada con la dislocación internacional de personal militar. Alrededor de 12000 oficiales prometieron su lealtad a otros países (principalmente Rusia) y más de 33,000 personas regresaron para servir al ejército ucraniano entre 1991 y 1994.
Sin duda, que la razón principal de la realización insatisfecha de los principales procedimientos del proceso de desarrollo de las Fuerzas Armadas fue la reducción permanente de la parte común de los gastos de Defensa Nacional en absoluto; gastos para las Fuerzas Armadas, compras de armamento y vehículos militares, proporcionando la ingeniería de investigación y los esfuerzos de diseño.

## Desarrollo militar
El progreso de la organización y el desarrollo militar de Ucrania (por parte del Ministerio de Defensa) se divide en tres períodos principales:
- El primer período comenzó de 1991 a 1996: el establecimiento inicial de las Fuerzas Armadas de Ucrania, la reorganización;
- El segundo período comprendido entre 1997 y 2000: mayor organización y desarrollo de las Fuerzas Armadas de Ucrania;
- El tercer período 2001 en - la reforma y el desarrollo de las Fuerzas Armadas de Ucrania, la introducción de nuevos equipos militares.

### Primeras etapas
Los aspectos del primer período de desarrollo fueron la formación de la base legal de la actividad de las Fuerzas Armadas, la reorganización de su estructura, el establecimiento de las estructuras ejecutivas correspondientes y las estructuras de apoyo, y otros elementos necesarios para su funcionamiento.
Las primeras etapas de desarrollo de las Fuerzas Armadas también comenzaron la reducción de las instituciones militares, el número de personal y la cantidad de armamento y tecnología nuclear. Como tal, una gran cantidad de armamento era innecesaria para Ucrania y no podría haberse mantenido con el presupuesto de defensa provisto.
A fines de 1996, más de 3500 instituciones militares diferentes y 410000 personas fueron despedidas. Además, se redujo el número de tecnologías de armamento y defensa: aviones de combate -por 600 unidades, helicópteros- por 250, tanques de la guarnición y vehículos armados de combate por 2400 y 2000. 
A lo largo de 1992-1997 el ejército se redujo en 400,000 militares. Más de 1300 unidades, organizaciones, instalaciones de comando y control se disolvieron durante ese período. A fines de 1999, la fuerza organizativa de las Fuerzas Armadas era de alrededor de 400,000 hombres, incluyendo 310,000 militares y 90,000 civiles.

### Desarrollo futuro
Según el Ministerio de Defensa, también se planea crear un sistema de control civil sobre las fuerzas armadas, iluminar las tareas del más alto liderazgo y las respectivas organizaciones estatales y militares en términos de comando y control de las Fuerzas Armadas. Por lo tanto, el Presidente de Ucrania, como Comandante Supremo-en-Jefe de las Fuerzas Armadas de Ucrania, ejecuta el mando y el control de las Fuerzas Armadas de conformidad con la Constitución de Ucrania y la legislación vigente. El Presidente de Ucrania ejecuta el mando y el control de las Fuerzas Armadas y otras formaciones militares en casos de emergencia a través de la sede general (similar al STAVKA soviético), una de cuyas agencias de trabajo es el Estado Mayor de las Fuerzas Armadas de Ucrania y el otro, el Ministerio de Defensa.
La realización de los conceptos básicos del concepto de reforma organizativa de las Fuerzas Armadas y Orden dejará de lado la repetición en su trabajo, aumentará la eficiencia, el nivel de responsabilidad y la efectividad de los comandos de las ramas de las Fuerzas Armadas. Mientras que los Comandos operacionales, reducen tanto el número de estructuras de comando y control como su mano de obra. En consecuencia, a fines de 2005, el Ministerio de Defensa reducirá su estructura en un 37% y su personal en casi la mitad.
Ucrania anunció el objetivo de hacer su ejército completamente profesional para el año 2015. En la primera etapa en los años 2001 a 2005, alrededor de un tercio de los militares fueron reemplazados por profesionales. Durante la tercera etapa (en los años 2006 a 2010), se planea que la cantidad de profesionales que prestan servicios en el ejército aumente hasta en un 50%. Y, por último, en la etapa final (programada para completarse para el año 2015), el ejército se convertirá en todo profesional. La reducción del ejército acompañará la transición a un ejército totalmente profesional.

## Estructura
El Ministerio de Defensa de Ucrania es responsable de la gestión de la defensa territorial, el desarrollo militar, la movilización en caso de guerra y la preparación para el combate. El Estado Mayor de Ucrania tiene la tarea de planificar la gestión defensiva y operativa de las fuerzas armadas. El Estado Mayor es asistente del Ministro de Defensa de Ucrania.